# Дубровный, Юрий Михайлович
Юрий Михайлович Дубровный (укр. Юрій Михайлович Дубровний; 15 апреля 1954, Стрый, Дрогобычская область — 1 июля 2025) — советский и украинский футболист, полузащитник; тренер. Мастер спорта СССР (1979).
Воспитанник футбольной школы «Авангард» Стрый, первый тренер Алексей Кухар. Начинал играть в 1972 году в чемпионате Украинской ССР за «Авангард» Стрый и команду ЛВВПУ, который он впоследствии окончил. Военную службу проходил в команде г. Луцка из второй лиги в 1973—1974 годах. Эрнестом Юстом был приглашён в львовские «Карпаты», за которые в 1975—1981 годах провёл 224 матча, забил 26 голов. В высшей лиге (1975—1977, 1980) — 113 игр, 10 мячей; в первой лиге (1978—1979, 1981) — 111 игр, 16 мячей. Полуфиналист Кубка СССР 1979 года. Первую игру за клуб сыграл 16 апреля 1975 года против московского «Спартака». После объединения СКА и «Карпат» перешёл в «Нистру» Кишинёв, с которым в 1982 году вышел в высшую лигу, где в 33 матчах забил два гола. В 1984—1986 годах за СКА «Карпаты» в первой лиге сыграл 100 игр, забил 6 голов.
На позиции полузащитника замечательно понимал игру, мог одним пасом обострить ситуацию, обладал мощным ударом с обеих ног. Был мастером выполнения стандартных положений и бойцом.
В 1989—1992 годах играл за клубы низших дивизионов ГДР и Германии «Ваккер 90» Нордхаузен (1989/90), «Мотор» Эберсвальде-Финов (1989/90, 1991/92), «Фельтен-90» (1990/91).
На Украине был играющим тренером «Галичины» Дрогобыч (1992—1993), играл за клубы «Львов» (1993—1994), «Галичина» Дрогобыч (1994/95), «Газовик» Комарно (1997/98). Окончил Львовский государственный институт физической культуры.
Работал главным тренером в клубах «Галичина» Дрогобыч (1995—1996), «Газовик-Скала» Стрый (1997—2001), «Карпаты-2» Львов (2002), «Техно-Центр» Рогатин (2004—2005), «Нива» Тернополь (2005—2006), «Рава» Рава-Русская (2007—2008), «Спартакус» Шароволя, Польша (2008—2009), «Карпаты» Коломыя (2011—2012). С «Карпатами» в 2012 году выиграл любительский чемпионат Украины.
Умер 1 июля 2025 года в возрасте 71 года.